# Eddie Hassell
Eddie Hassell (* 16. Juli 1990 in Corsicana, Texas; † 1. November 2020 in Grand Prairie, Texas) war ein US-amerikanischer Filmschauspieler.

## Leben
Hassell wurde im Jahr 2006 für seine Rolle in der Fernsehserie Surface – Unheimliche Tiefe für den Young Artist Award nominiert.
Anfang November 2020 wurde Hassell im US-Bundesstaat Texas erschossen. Der Tod wurde von seinem Manager gegenüber Variety bestätigt. Der 18-jährige D'Jon Antone wurde innerhalb weniger Tage wegen Mordes festgenommen und im Februar 2021 von einer Grand Jury wegen Kapitalverbrechen angeklagt. Der Verdächtige sei dabei gewesen, ein Auto zu stehlen und habe Hassell erschossen. Am 27. März 2024 wurde Antone des Mordes für schuldig befunden und zu 40 Jahren Gefängnis verurteilt.

## Filmografie (Auswahl)

### Fernsehserien
- 2004: Oliver Beene (1 Folge)
- 2005–2006: Surface – Unheimliche Tiefe (Surface, 10 Folgen)
- 2006–2007: Ehe ist… (’Til Death, 2 Folgen)
- 2013: Devious Maids – Schmutzige Geheimnisse (Devious Maids, 5 Folgen)
- 2015: Longmire (Folge 4x02)

### Spielfilme
- 2009: 2012
- 2010: The Kids Are All Right
- 2013: Jobs
- 2013: Family Weekend
- 2013: House of Dust